# Shri Madhvacharya
Madhva (1238–1317) a fost un filozof hindus.